# Апелляционный суд пятого округа США
Апелляцио́нный суд пя́того о́круга США (дословно Апелляционный суд США по пятому федеральному апелляционному округу; англ. United States Court of Appeals for the Fifth Circuit, сокращённо 5th Cir.) — федеральный суд апелляционной инстанции США, рассматривающий дела в штатах Луизиана, Миссисипи и Техас.
Суд расположен в Здании Апелляционного суда имени Джона Минора Уисдома в Новом Орлеане, штат Луизиана.
Верховный суд США может проверить и пересмотреть решение Апелляционного суда только в том случае, если оно существенно нарушает сложившуюся судебную практику либо имеется неразрешённая коллизия в вопросе федерального права.

## Территориальная юрисдикция
В Апелляционном суде по пятому федеральному апелляционному округу обжалуются окончательные решения, принятые по вопросам, относящимся к федеральной юрисдикции, следующих нижестоящих судов федерального уровня:
- Федеральный окружной суд Восточного округа Луизианы
- Федеральный окружной суд Западного округа Луизианы
- Федеральный окружной суд Среднего округа Луизианы
- Федеральный окружной суд Северного округа Миссисипи
- Федеральный окружной суд Южного округа Миссисипи
- Федеральный окружной суд Восточного округа Техаса
- Федеральный окружной суд Западного округа Техаса
- Федеральный окружной суд Северного округа Техаса
- Федеральный окружной суд Южного округа Техаса

## История
Апелляционный суд был создан 16 июня 1891 года в качестве суда апелляционной инстанции для окружных судов в пределах пятого федерального округа. На момент своего создания в пятый округ входили штаты Флорида, Джорджия, Алабама, Миссисипи, Луизиана и Техас. 25 июня 1948 года в юрисдикцию суда также вошла Зона Панамского канала.
В 1981 года произошла реорганизация пятого округа: штаты Алабама, Джорджия и Флорида были выделены в самостоятельный одиннадцатый округ, для которых был создан отдельный апелляционный суд.
31 марта 1982 года из юрисдикции Апелляционного суда пятого округа вышла Зона Панамского канала, которая была передана под контроль самой Панамы.
После разрушительного Урагана Катрина в 2005 года здание суда было существенно повреждено и он продолжительной время заседал в Хьюстоне. В настоящий момент суд вернулся к нормальной работе в Новом Орлеане.